# Druga mowa przeciw Onetorowi
Druga mowa przeciw Onetorowi stgr. πρὸς Ὀνήτορα Ἐξούλης Β – piąta chronologicznie mowa Demostenesa, wygłoszona w związku z procesem rozpoczętym w 362 roku p.n.e.
W 362 roku p.n.e. odbył się proces pomiędzy Demostenesem a Afabosem. Debiutujący mówca oskarżył w nim swego prawnego opiekuna o zagarnięcie części jego ojcowskiego spadku, zachowały się z niego dwie jego mowy: mowa oskarżycielska i odpowiedź na replikę Afabosa. Proces zakończył się zwycięstwem Demostenesa, na Afobosa nałożono nakaz zwrotu zatrzymanego mienia. Nie podporządkował się on jednak od razu decyzjom dikasterionu, twierdząc, iż majątek został zdefraudowany przez Milyasa, który nim zarządzał. Afabos zażądał, by Milyasa, jako niewolnika, poddać torturom w celu wydobycia zeznań, czemu sprzeciwił się Demostenes w mowie Przeciw Afobosowi o fałszywe zeznania. Sędziowie zdecydowali o zajęciu posesji Afabosa, aby młody mówca mógł uzyskać z nich swój spadek. Sprawa nie zakończyła się z tym werdyktem, włączył się do niej Onetor, który stwierdził, iż zajęte nieruchomości, należą do jego siostry. Miała je ona wnieść do małżeństwa z Afabosem jako posag, teraz zaś rozwiodła się z nim i może zgodnie z prawem odzyskać swą własność.
W tych okolicznościach Demostenes wygłosił mowę Pierwszą mowę przeciw Oneterowi, a następnie Drugą mowę przeciw Onetorowi. Zbijał w nich argumenty przeciwnika, zarzucając mu zmowę ze szwagrem. Podważał również sam rozwód Afabosa z żoną, według jego relacji mieli oni cały czas żyć razem. Nie jest znany finał sprawy, prawdopodobnie strony doszły do kompromisu.